# Championnats d'Europe de tir à l'arc en salle 2019
Navigation
Édition précédente Édition suivante
Les championnats d'Europe de tir à l'arc en salle 2019 sont une compétition sportive de tir à l'arc en salle qui a été organisée en 2019 à Samsun, en Turquie. Il s'agit de la 17e édition des championnats d'Europe de tir à l'arc en salle.

## Résultats[1]

### Classique
| Épreuves                 | Or                                                         | Argent                                                         | Bronze                                                        |
| ------------------------ | ---------------------------------------------------------- | -------------------------------------------------------------- | ------------------------------------------------------------- |
| Individuel hommes        | Massimiliano Mandia (ITA)                                  | Marco Morello (ITA)                                            | Erdem Tsydypov (RUS)                                          |
| Individuel hommes junior | Ivan Kozhokar (UKR)                                        | Igor Grigorenko (RUS)                                          | Sodnom Budaev (RUS)                                           |
| Individuel femmes        | Sayana Tsyrempilova (RUS)                                  | Lidiia Sichenikova (UKR)                                       | Inna Stepanova (RUS)                                          |
| Individuel femmes junior | Zhanna Naumova (UKR)                                       | Mathilde Louis (FRA)                                           | Maria Zotova (RUS)                                            |
| Par équipe hommes        | Russie Erdem Tsydypov Arsalan Baldanov Bolot Tsybzhitov    | Ukraine Yuriy Havelko Vladyslav Lisniak Viktor Ruban           | Turquie Fatih Bozlar Mete Gazoz Muhammed Guneri               |
| Par équipe hommes junior | Turquie Musa Arzuman Erdal Meric Dal Efe Gürkan Maras      | Russie Sodnom Budaev Igor Grigorenko Sanzhi Khaludorov         | Italie Federico Fabrizzi Alessandro Paoli Matteo Santi        |
| Par équipe femmes        | Russie Viktoria Budaeva Inna Stepanova Sayana Tsyrempilova | Géorgie Kristine Esebua Khatuna Narimanidze Tsiko Phutkaradze  | Ukraine Anastasia Pavlova Polina Rodionova Lidiia Sichenikova |
| Par équipe femmes junior | Russie Tuiana Budazhapova Daria Oreshnikova Maria Zotova   | Ukraine Oleksandra Kukuruziak Zhanna Naumova Yelyzaveta Sikalo | Turquie Gokce Demirel Sevcan Derin Elif Nida Guner            |

### À poulie
| Épreuves                 | Or                                                               | Argent                                                     | Bronze                                                       |
| ------------------------ | ---------------------------------------------------------------- | ---------------------------------------------------------- | ------------------------------------------------------------ |
| Individuel hommes        | Mike Schloesser (NED)                                            | Adrien Gontier (FRA)                                       | Domagoj Buden (CRO)                                          |
| Individuel hommes junior | Robin Jaatma (EST)                                               | Yakup Yildiz (TUR)                                         | Anders Faugstad (NOR)                                        |
| Individuel femmes        | Gizem Elmaagacli (TUR)                                           | Alexandra Savenkova (RUS)                                  | Natalia Avdeeva (RUS)                                        |
| Individuel femmes junior | Elisa Roner (ITA)                                                | Begum Topkarci (TUR)                                       | Elizaveta Knyazeva (RUS)                                     |
| Par équipe hommes        | France Jean-Philippe Boulch Pierre-Julien Deloche Adrien Gontier | Italie Valerio Della Stua Fabio Ibba Sergio Pagni          | Pays-Bas Peter Elzinga Sil Pater Mike Schloesser             |
| Par équipe hommes junior | Turquie Batuhan Akcaoglu Goksel Altintas Yakup Yildiz            | Italie Alex Boggiatto Antonio Brunello Valentino De Angeli | Danemark Tore Bjarnarson Mathias Fullerton Simon Olsen       |
| Par équipe femmes        | Russie Natalia Avdeeva Viktoria Balzhanova Alexandra Savenkova   | Italie Irene Franchini Sara Ret Marcella Tonioli           | Turquie Ezgi Gizem Altinbicik Yesim Bostan Gizem Elmaagacli  |
| Par équipe femmes junior | Italie Elisa Bazzichetto Paola Natale Elisa Roner                | Turquie Busra Nur Gurlek Ipek Tomruk Begum Topkarci        | Russie Elizaveta Knyazeva Elizaveta Koroleva Veronika Sanina |

### Tableau des médailles
| Rang  | Nation   | Or | Argent | Bronze | Total |
| ----- | -------- | -- | ------ | ------ | ----- |
| 1     | Russie   | 4  | 3      | 6      | 13    |
| 2     | Turquie  | 3  | 2      | 2      | 7     |
| 3     | Italie   | 2  | 3      | 1      | 6     |
| 3     | Ukraine  | 2  | 3      | 1      | 6     |
| 5     | France   | 1  | 2      | 0      | 3     |
| 6     | Pays-Bas | 1  | 0      | 1      | 2     |
| 7     | Estonie  | 1  | 0      | 0      | 1     |
| 8     | Géorgie  | 0  | 1      | 0      | 1     |
| 9     | Croatie  | 0  | 0      | 1      | 1     |
| 9     | Norvège  | 0  | 0      | 1      | 1     |
| 9     | Danemark | 0  | 0      | 1      | 1     |
| Total | Total    | 14 | 14     | 14     | 42    |